# Siempre Mujer
La revista Siempre Mujer es una publicación en español para la mujer de habla hispana que vive en Estados Unidos. Desde su edición de estreno en septiembre de 2005, esta revista se ha escrito totalmente en español y ha tenido una circulación bimestral dentro del territorio estadounidense, que incluye el Estado Libre Asociado de Puerto Rico. La casa editora de esta revista es la compañía de medios de comunicación Meredith Corporation, que fue fundada en 1922 por Edwin Thomas Meredith, quien fuera el secretario de agricultura durante la presidencia de Woodrow Wilson.

## Contenido
La revista Siempre Mujer es la fuente de información principal de la mujer latina en los Estados Unidos. Su misión es informarle y motivarle ayudándole a mantener sus tradiciones vivas, mientras se adapta a la vida en este país y a su nueva cultura. Esta publicación, cuyo contenido original es escrito en español, contiene información relacionada al hogar, la familia, la belleza y la moda, partiendo de la premisa de que una mujer tiene que sentirse completa y feliz consigo misma para poder luego cumplir con los demás roles en su vida, tales como ser madre, esposa, hija o amiga. El desarrollo personal es el corazón de Siempre Mujer como revista. Los artículos que ofrece cubren todo tipo de temas, la salud femenina, las finanzas familiares, las recetas de cocina, de la colaboradora Doreen Colondres, que demuestran que La Cocina no Muerde, mucha belleza y lo último en la moda, sexo y relaciones, y la autosuperación, entre otros.

## Secciones
- Gran Estreno
- Me lo merezco
- Mi Look
- A tu gusto
- Opinión Experta
- Tiempo para ti
- Inspírate
- Test
- Mi Salud
- Nutrición
- En portada
- Belleza (artículo principal)
- Moda (artículo principal)
- Salud (artículo principal)
- Arte y Cultura
- Reportajes Especiales (como Guía de Viajes, Guía de Regalos para Navidad y/o para los Padres)
- En familia
- Finanzas Familiares
- Casa y comida - Recetas de cocina
- Cocina Fácil - recetas de cocina

Secciones Regulares
1. Hablemos
2. Guía de compras
3. Horóscopo

## Colaboradores
A cargo de la revista, están Enedina Vega-Amáez Directora de publicaciones y el señor Alberto Oliva encargado de la Dirección Editorial y María Cristina Marrero la directora de la revista. La revista fue fundada en el año 2005. Algunos de sus colaboradores permanentes son: el conocido exmiembro del grupo Menudo, Xavier Serbia, quien tiene a su cargo la sección de finanzas, la colaboradora en salud Lissy De La Rosa, la experta en cocina, la experta en estilo de vida Evette Ríos editora de comida Doreen Colondres y no podía faltar una de las más famosas editoras de moda y belleza Úrsula Carranza y la editora asociada de belleza y hogar Jessica Torres. La reconocida sexóloga y autora Mabel Iam colabora de manera regular con una columna titulada Amor y Sexo, en la que responde algunas de las preguntas más íntimas de las lectoras en materias de sexo y relaciones. SIEMPRE MUJER se ha honrado en contar con columnistas especiales del calibre de Secretaria de Estado, Hillary Clinton, y la actriz puertorriqueña Adamari López y algunas de sus más recientes portadas han sido Salma Hayek, quien por su labor filantrópica en contra de la violencia doméstica fue nombrada Mujer que Inspira en los Premios Anuales Siempre Inspiran 2010 y Daisy Fuentes, quien engalana la edición de agosto/septiembre 2010, entre muchas otras estrellas de reconocimiento nacional e internacional. Desde marzo del 2015 Luz María Doria, Irma Martínez y Luz Avila-Kincl se unieron como una de las colaboradoras.

## Estrellas invitadas
En el 2005 la revista tuvo como invitada estelar para su edición de estreno a la famosa cantante Lucero y a la presentadora de noticias Soledad O'Brien y cerró el año con la actriz y presentadora Giselle Blondet. 
En el año 2006 desfilaron por la portada la presentadora María Celeste Arrarás, la famosísima y adorada presentadora Lili Estefan, sobrina de Emilio y Gloria Estefan, la presentadora del Noticiero Univision señora María Elena Salinas, la famosa actriz de telenovelas Paola Rey, la supermodelo y actriz Sofía Vergara, la presentadora Daisy Fuentes y la periodista y presentadora Myrka Dellanos. 
En el año 2007 llegaron a su portada la romántica pareja de Miguel Varoni y Catherine Siachoque, también la ex-Miss Universo Dayanara Torres, la bellísima actriz Natalia Streignard, la reconocida modelo y actriz Danna García, la presentadora Mónica Noguera y la actriz favorita de la pantalla chica Angélica Vale, hija de la Novia de México, Angélica María.
El año 2008 empezó con la actriz Ana de la Reguera y la presentadora Giselle Blondett, luego vino la presentadora Candela Ferro. Para el inicio del verano tuvo a Kate del Castillo y Fanny Lu en la portada y al final del verano estuvieron Karla Martínez y Lorena Rojas. El otoño trajo la visita de Myrka Dellanos en su portada del número especial de Mujeres que Inspiran, y la edición de fin de año a la famosa presentadora Cristina Saralegui.
El año 2009 abrió en portada para la edición de febrero/marzo con la popular presentarora Bárbara Bermudo y a la conductora del programa 12 Corazones, Penélope Menchaca. Engalanando la portada de abril/mayo, se encuentra la actriz y cantante mexicana Thalía. La bellísima edición de junio/julio trae en su portada a bella puertorriqueña Roselyn Sánchez, quién es Elena Delgado en Without a Trace y en su contracubierta se estrena Siempre Hombre con el guapísimo actor colombiano Manolo Cardona, protagonista de la película Beverly Hills Chihuahua. La edición de agosto/septiembre tiene en su portada para la zona oeste a la angelical actriz Maite Perroni, de la telenovela Cuidado con el ángel y para zona este a la bellísima reportera y presentadora Carmen Dominicci. La mudialmente conocida cantante colombiana Shakira, quien acaba de lanzar su nuevo disco La Loba engalana la portada de la edición octubre/noviembre. Y el año cerro con la aparición de la aclamada estrella de cine Eva Mendes.
El año 2010 empezó con la visita de la actriz México-American Jessica Alba en la edición febrero/marzo. Más tarde para la edición de abril/mayo Siempre Mujer contó con la visita de la también actriz Dominicana-americana Zoe Saldaña.

## Blog
Una de las partes más interesantes de esta revista es el Blog, donde se publican diariamente artículos de interés general para la audiencia de la revista. Es una versión corta de tal vez 300 palabras o menos, que puede ser comentada por todos y cada uno de los lectores y lectoras.